# Luise (Schiff, 1906)

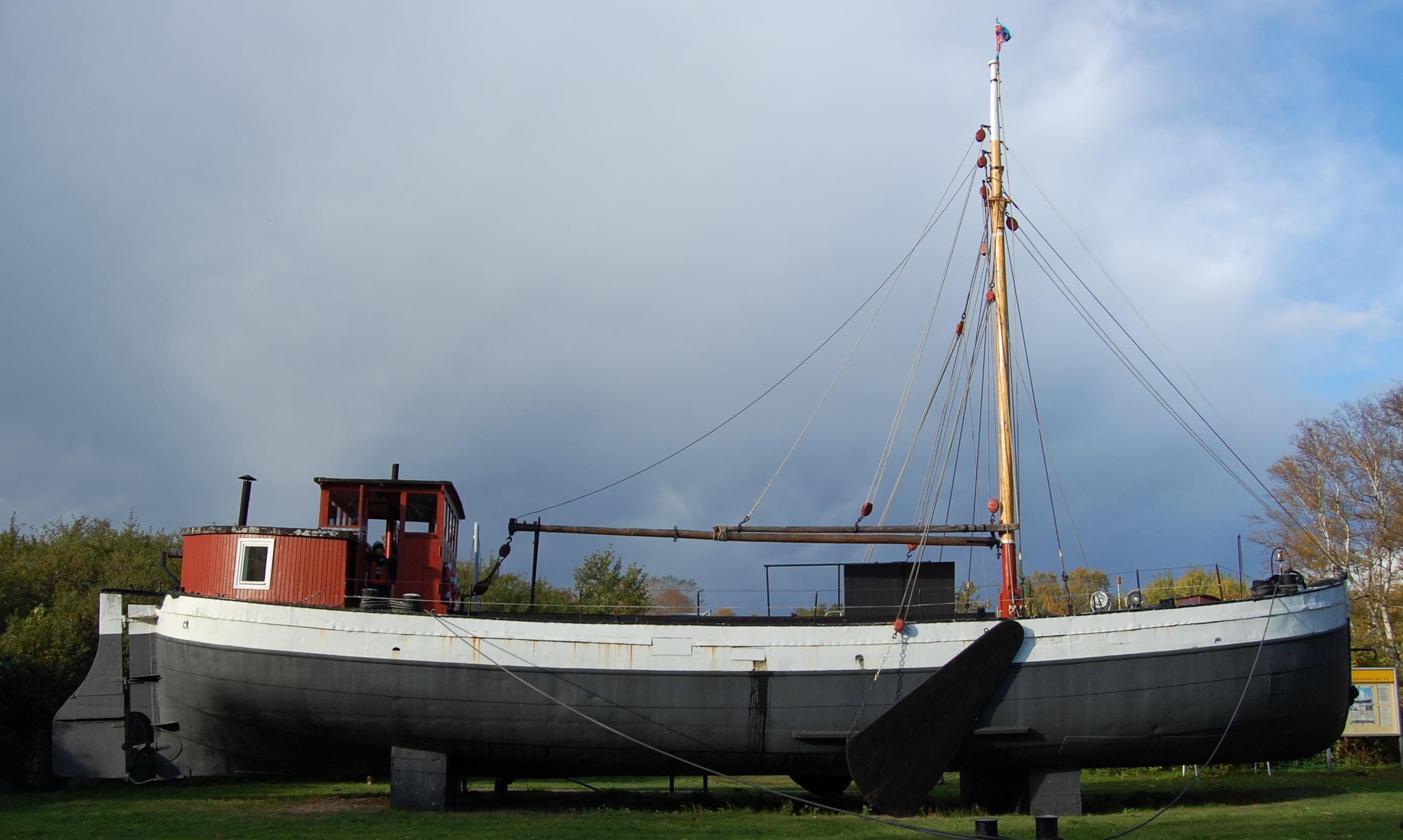
Museumsschiff Luise

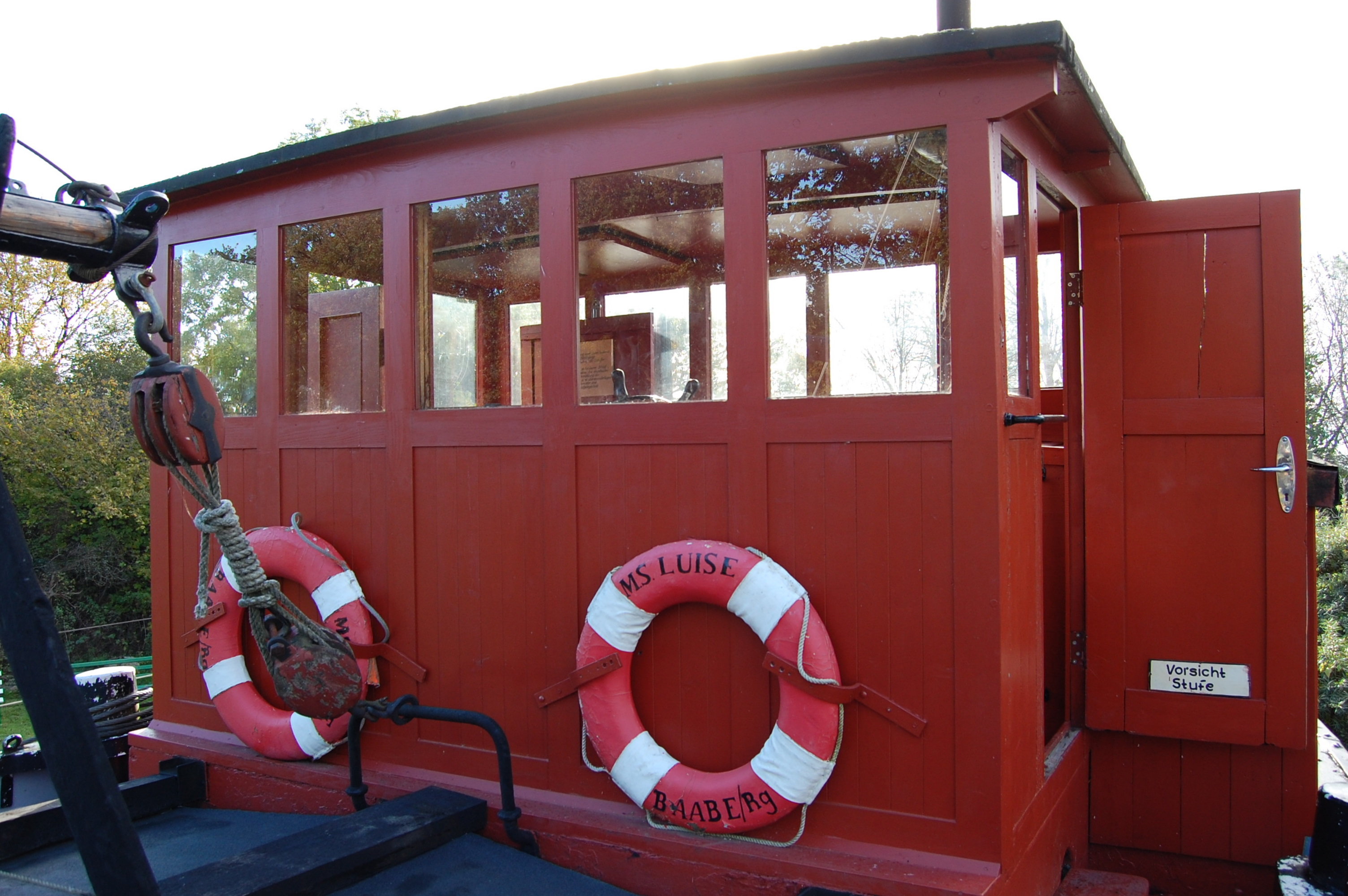
Ruderhaus

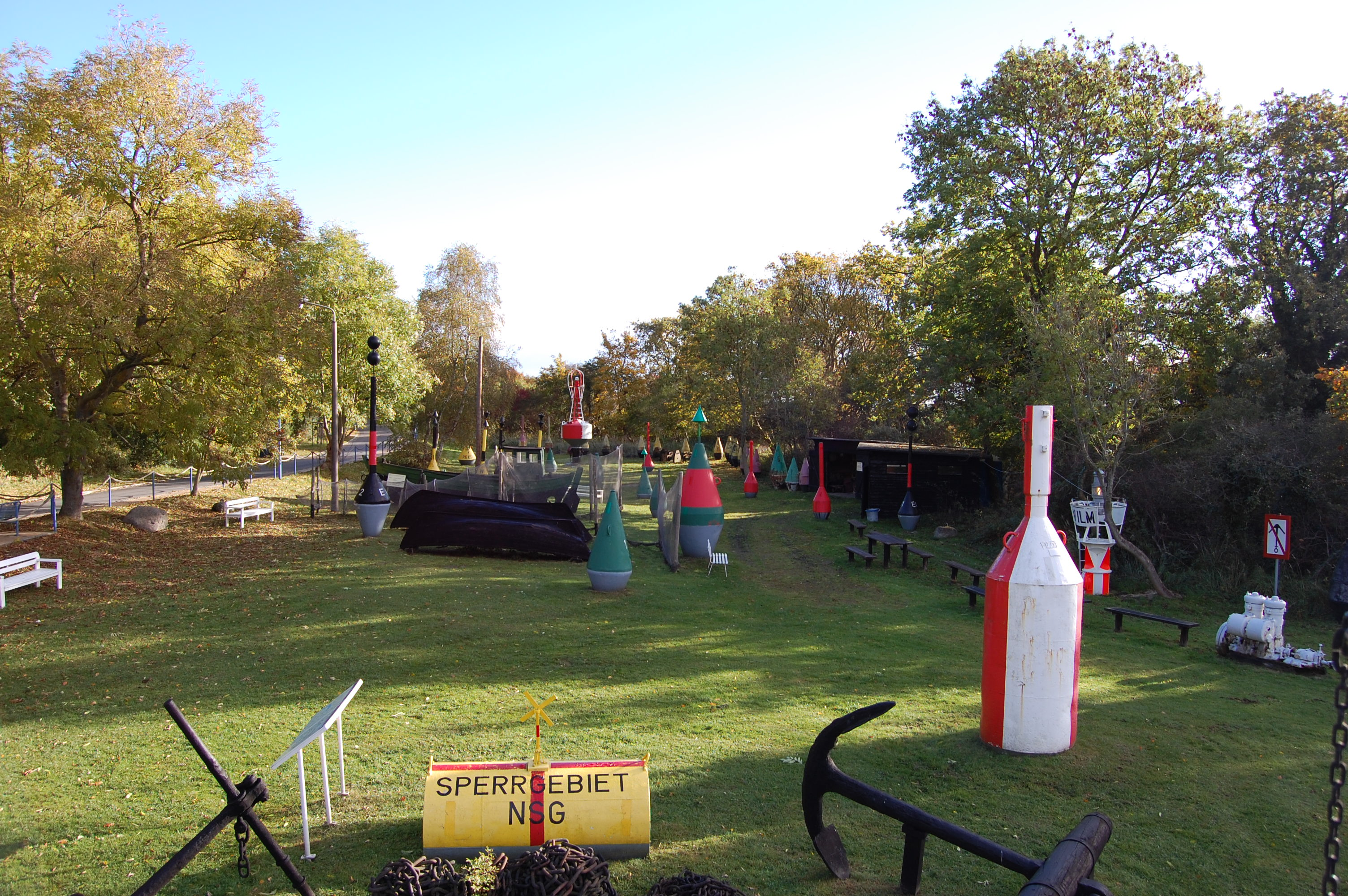
Blick vom Schiff

Die Luise ist ein zum Museum ausgebauter Küstenmotorsegler in Göhren auf Rügen.
Das Schiff liegt in der Nähe des Göhrener Südstrandes auf Land an der Straße von Göhren nach Lobbe. Im Außenbereich um das Schiff sind Seezeichen, alte Fischerboote und Fischereiutensilien im Rahmen eines Freilichtmuseums ausgestellt. Die Anlage gehört zu den Mönchguter Museen. Der Deutsche Kulturrat weist in der 15. Ausgabe seiner Roten Liste darauf hin, dass diese Kultureinrichtung wie auch weitere Einrichtungen der Mönchguter Museen geschlossen wurden (damit eingestuft in die Kategorie 0).
Die Luise hat bei einer Länge von 19,42 Metern eine Breite von 4,83 Meter und eine Tiefe von 1,56. Der Bruttorauminhalt beträgt 122,5 m³, was 43,24 Registertonnen entspricht. Der Netto-Rauminhalt beläuft sich auf 87,7 m³ und somit 30,94 Registertonnen. Die Tragfähigkeit beträgt 60,6 Tonnen.

## Geschichte
Der Bau des Schiffs erfolgte 1906 in der niederländischen Werft der Gebrüder G. & H. Bodewes in Martenshoek. Das als Zweimastsegler mit Klüverbaum gebaute Schiff diente unter den Namen Johanne Luise und Marta Nielsine als Frachter und transportierte Waren zwischen Weser und Elbe. 1925 kaufte Wilhelm Pretzien das Schiff und benannte es nach seiner Frau Luise. Pretzien transportierte mit dem Frachter regelmäßig Ziegelsteine von Ueckermünde nach Usedom, Rügen und zum Darß. Eine Ladung umfasste dabei etwa 22.000 Steine, die vom Schiffer, seinem Jungmann und seiner Ehefrau selbst ein- und ausgeladen werden mussten. 1929 kaufte Schiffer Lehmann aus Altwarp die Luise und bediente die gleiche Route. 
Im Jahr 1939 erwarb dann schließlich Erich Knuth aus Kleinhagen für 3.500 Reichsmark den Frachter. Heimathafen wurde Baabe. Die Luise wurde im Linienverkehr von und nach Stralsund eingesetzt und transportierte landwirtschaftliche Güter sowie Waren des täglichen Bedarfs. Um die Geschwindigkeit und damit die Konkurrenzfähigkeit zu erhöhen, wurde ein 20 PS Glühkopfmotor eingebaut.
1941 beschlagnahmte die Wehrmacht das Schiff und setzte es für Ausbildungszwecke der Fliegerschule Lobbe ein. In Greifswald erfolgte 1944 ein Umbau. Dabei erhielt die Luise einen 50 PS Glühkopfmotor als Hilfsmotor, der das An- und Ablegen erleichterte. Besanmast und Klüverbaum wurden entfernt, das Ruderhaus wurde aufgebaut und das Logis wurde vom Bug zum Heck verlagert. 1948/49 erfolgte in Hamburg eine weitere Überholung. Die Luise wurde sowohl in der Nordsee zwischen Elbe und Weser als auch in der Ostsee zwischen Lübeck und Flensburg eingesetzt. Dem Eigner gelang es, das in den Kriegswirren verschwundene Schiff ausfindig zu machen. Baabe wurde 1950 wieder Heimathafen. Auch wurde der Pendelverkehr nach Stralsund wieder aufgenommen. Um die Brücke im Rügendamm passieren zu können, kürzte man den Großmast und baute ihn so um, dass der Mast einklappbar war. Mit dem aufkommenden Lastkraftverkehr wurde das Frachtschiff unrentabel. Von 1964 bis 1974 wurde es als Getreidespeicher des VEAB Getreidewirtschaft genutzt und lag im Querkanal in Stralsund. Die Ausstattungs- und Ausrüstungsgegenstände blieben jedoch erhalten.
1974 kaufte die Gemeinde Göhren von der Witwe des Schiffers die Luise zum Schrottpreis und überführte das Schiff 1977 an seinen jetzigen Standort. Nach einer aufwendigen Sanierung wurde Luise am 12. August 1982 als Museumsschiff eröffnet. 1996/97 wurden im Außengelände zwei Holzschuppen errichtet, in denen bis zu seiner Schließung Geräte der traditionellen Fischerei präsentiert wurden.